# Herlufmagle
Herlufmagle es una localidad situada en el municipio de Næstved, en la región de Selandia (Dinamarca), con una población en 2012 de unos 1315 habitantes.
Se encuentra ubicada al sur de la isla de Selandia, junto a la costa del Kattegat, mar Báltico.